# Sørfløya
Die Sørfløya (norwegisch für Südflügel) ist ein 2520 m hoher Berg im ostantarktischen Königin-Maud-Land. Er ist die südöstlichste Erhebung der Kirwanveggen.
Wissenschaftler des Norwegischen Polarinstituts benannten ihn 1990.